# Elymus caucasicus
Elymus caucasicus är en gräsart som först beskrevs av Karl Heinrich Koch, och fick sitt nu gällande namn av Nikolai Nikolaievich Tzvelev. Elymus caucasicus ingår i släktet elmar, och familjen gräs. Inga underarter finns listade i Catalogue of Life.